# 2012年迈马纳清真寺袭击事件
2012年迈马纳清真寺袭击事件是一起于2012年10月26日发生在阿富汗迈马纳的自杀式恐怖主义袭击事件。
每周五是穆斯林礼拜日，袭击发生当日（2012年10月26日）又正值伊斯兰教传统节日宰牲节，因此众多阿富汗民众前往迈马纳的一座清真寺礼拜。当地时间上午9时左右，这座清真寺刚刚结束礼拜仪式，大量平民正从清真寺内走出。一名恐怖分子身穿警察制服，骗过安保人员的检查，在清真寺外引爆身上炸药，造成至少41人死亡，其中包括23名警察，18名平民，另有34人受伤。
当地电视台报道说，有多名政府高官参与了当天的礼拜活动，其中该省警察局局长在爆炸中身亡，但法里亚布省副省长阿卜杜勒·巴里兹对此予以否认。